# 7859 Лхаса
7859 Лхаса (7859 Lhasa) — астероїд головного поясу, відкритий 19 жовтня 1979 року.
Тіссеранів параметр щодо Юпітера — 3,324.